# Kazunari Ichimi
Kazunari Ichimi (一美 和成, Ichimi Kazunari), né le 10 novembre 1997, est un footballeur japonais.

## Biographie
Ichimi commence sa carrière professionnelle en 2016 avec le club du Gamba Osaka, club de J1 League. En 2019, il est prêté au Kyoto Sanga FC, club de J2 League. Il dispute un total de 36 matchs avec le club. En 2020, il est prêté au Yokohama FC, club de J1 League. Il dispute un total de 31 matchs avec le club. En 2021, il retourne au Gamba Osaka.